# Dios y el diablo en la tierra del sol
Dios y el diablo en la tierra del sol (en portugués: Deus e o Diabo na Terra do Sol ) Film sobre los cangaceiros brasileños, dirigida y escrita por Glauber Rocha en 1964 y protagonizada por Othon Bastos, Maurício do Valle, Yoná Magalhães y Geraldo Del Rey.
Filmada en Monte Santo, Bahía, pertenece al movimiento Cinema Novo, abordando los problemas sociopolíticos del Brasil de los años 1960. La película fue seleccionada como la entrada brasileña a la Mejor Película en Lengua Extranjera en los 37º Premios Óscar, pero no fue aceptada como nominada. En 2015, la Asociación Brasileña de Críticos de Cine, también conocida como Abraccine, votó a esta película como la segunda mejor película brasileña de todos los tiempos.

## Sinopsis
En la década de 1940, durante una sequía en el Sertón (Sertão, en portugués) el ganadero Manoel está harto de su situación y espera comprar su propia parcela de tierra. Su jefe intenta estafarlo y Manoel lo mata, huyendo con su esposa, Rosa. Ahora convertido en proscrito, Manoel viaja al lugar sagrado de Monte Santo para unirse a un culto religioso encabezado por el autoproclamado santo Sebastião, que aprueba la violencia y predica doctrinas perturbadoras contra los ricos terratenientes. Mientras tanto, la Iglesia y las élites locales contratan a un cazarrecompensas llamado Antônio das Mortes para eliminar al grupo. Antes de que Antônio pueda asesinar a Sebastião, Rosa apuñala a Sebastião, dejándolo muerto, y los dos están en movimiento una vez más. En este punto, la pareja termina con una banda de cangaceiros que también trabajan para acabar con el gobierno y los jefes del Sertón. Antônio ahora tiene la tarea de asesinar a estos bandidos. Encuentra a los jefes cangaceiros Corisco y Dadá y los asesina. Manoel y Rosa nuevamente solos, corriendo de una alianza a otra, en busca de su lugar en una tierra despiadada.

## Reparto
- Geraldo Del Rey como Manoel
- Yoná Magalhães como Rosa
- Othon Bastos como Corisco
- Mauricio do Valle como Antonio das Mortes
- Lidio Silva como Sebastião
- Sonia Dos Humildes como Dadá
- João Gama como sacerdote
- Antônio Pinto como Coronel
- Milton Rosa como Moraes
- Roque Santos como Roque

## Producción
Glauber Rocha tenía 25 años cuando escribió y comenzó a dirigir la película. Su rodaje tuvo lugar en Monte Santo y Canudos, Bahía, durando del 18 de junio de 1963 al 2 de septiembre de 1963. En la escena donde vemos a Manoel (Geraldo Del Rey) cargando una enorme piedra sobre su cabeza mientras escala el Monte Santo de rodillas, Del Rey insistió en cargar una piedra real que pesaba más de 20 kilos, algo que preocupó a Rocha. Después del tiroteo, Del Rey tuvo que tomarse dos días de descanso, debido a la fatiga.Durante el doblaje del sonido, Othon Bastos interpretó tres voces: a Corisco, a Lampião y  a Sebastião, el Dios negro, aunque Lídio Silva interpretó al personaje en pantalla.

## Estreno
La película fue estrenada el 1 de junio de 1964. Posteriormente fue presentada en DVD en América del Norte por primera vez por Koch-Lorber Films. Una restauración en 4K tuvo su estreno mundial en el Festival de Cine de Cannes de 2022, en la sección "Restauraciones de Clásicos de Cannes".

## Recepción

### Recepción crítica
El agregador de reseñas de películas Rotten Tomatoes informó una calificación de aprobación del 100%, basada en 15 reviews, con una calificación promedio de 8.3/10. AH Weiler del New York Times elogió la película, calificándola de "simple, en blanco y negro, más impactante como una polémica impactante que como un drama memorable". Ted Shen del Chicago Reader escribió: "La fusión de elementos europeos y afrobrasileños (diálogos, exquisitas imágenes en blanco y negro y música de Villa-Lobos) es sorprendentemente original y poética al transmitir la esperanza y la desesperación de los oprimidos". La revista Time Out elogió el estilo de la película como "algo entre la balada popular y el mito contemporáneo, ya que las referencias a la historia y la cultura brasileñas son omnipresentes y bastante opacas para los no iniciados".

### Premios y nominaciones
La película fue nominada a la Palma de Oro en la competición principal del Festival de Cine de Cannes de 1964. También fue seleccionada como la entrada brasileña a la Mejor Película en Lengua Extranjera en los 37º Premios Oscar, pero no fue aceptada como nominada. En 2015 fue votada como la número 2 en la lista Abraccine Top 100 de películas brasileñas.